# Kelvin Kilonzo
Kelvin Kilonzo (* 1993 in Mombasa, Kenia) ist ein deutscher in Berlin lebender Performancekünstler.

## Werdegang
Kilonzo studierte Schauspiel an der Theaterakademie Köln und zeitgenössischen Tanz an der Hochschule für Musik und Tanz Köln. Als Tänzer war er Kompaniemitglied von Sasha Waltz (DE), Mouvoir Company (FR/DE) und Neon Dance (UK). Als Performer ist er vor allem durch die Zusammenarbeit mit Anne Imhof und Lemohang J. Mosese bekannt. Durch das von ihm zusammen mit dem Musiker, Komponisten und Performer Pablo Giw gegründete Performance-Kollektiv SUM entstanden zahlreiche Kooperationen mit Fokus auf Bild- und Videokunst. Als Schauspieler gab Kilonzo sein Debüt in Martin Hawies TORO und erhielt den Preis als bester Darsteller für seine Leistung in Christoph Oliver Struncks The Third King beim Festival Revolution ME in New York.

## Werke (Auswahl)
- 2023: Dyschronia, Julia Stoschek Foundation Berlin, Director: Kelvin Kilonzo, Pablo Giw, Maurits Boettger[8]
- 2023: Ancestral Visions of the Future, Haus der Berliner Festspiele, Berlin, Director: Lemohang J. Mosese[9]
- 2023: Last And First Men, Science Museum, London, Director: Adrienne Hart, Neon Dance[10]
- 2023: Blazing Worlds, Radialsystem Berlin, Director: Sergiu Matis[11]
- 2023: SYMPHONY MMXX, Staatsoper Unter den Linden, Berlin SYMPHONY MMXX, Director: Sasha Waltz & Guests[12]
- 2021: Natures Mortes, Palais de Tokyo, Paris, Director: Anne Imhof[13]
- 2021: Sex, Castello di Rivoli, Turin, Director: Anne Imhof[14]
- 2021: Archipel, Tanz im August Berlin, Director: Stéphanie Thiersch, Mouvoir[15]

## Auszeichnungen
1. Bermuda International Filmfestival 2018 in der Kategorie Outstanding Acting für „The Third King“[16]
2. Revolution ME Festival New York 2018 in der Kategorie Best Actor Für „The Third King“[17]